# Sugar Bowl (match)
Sugar Bowl är en bowl, en särskilt utsedd collegematch, i amerikansk fotboll. Den spelas under nyårshelgen efter ordinarie säsong i New Orleans i Louisiana. Den första matchen spelades 1 januari 1935 när mellan hemmalaget Tulane University och Temple University från Philadelphia. Efter Rose Bowl är den tillsammans med Orange Bowl och Sun Bowl den näst äldsta bowl som fortfarande spelas.
Inspirerade av Rose Bowl matchen i Pasadena i Kalifornien föreslog tidningmakaren Colonel James M. Thomson och sportjournalisten Fred Digby skapa en liknande årlig nyårsmatch i New Orleans första gången 1927. De hade då försökt förmå arrangörena av Rose Bowl att låta Tulane Universitets då framgångsrika lag att spela där. De propagerade för förslaget om en liknande match i New Orleans årligen och föreslog namnet Sugar Bowl, ungefär "sockerskålen" för att knyta an till den lokala sockerindustrin. År 1935 spelades den första matchen på Tulane Universitys stadion som byggts 1927. Matchen spelades på Tulane Universitys arena till och med 1974. Från och med 1975 har matchen spelats på den då nyuppförda Louisiana Superdome, utom 2006 då arenan skadats, men också fungerat som fristad och skydd i samband med stormen Katrina. Matchen det året spelades på Georgia Dome i Atlanta.
Traditionellt har matchen spelats mellan ett topplag i collegelligan South Eastern Conference och ett topplag i någon av de andra större ligorna. Det formaliserades 1976, när Sugar Bowl fick företräde att anornda en match med segraren i ligan. South Eastern Conference har alltid haft lag från delstaten bland medlemmarna, främst Tulane och Louisiana State University. Sedan 2000-talets början har collgeligorna försökt enas om ett sätt att kora en nationell mästare, och sedan 2014 alternerar de båda semifinalmatcherna mellan två av sex bowls, kallade New Year's Six, och Sugar Bowl är en av dessa sex som vart tredje år huserar en semifinal.
Sugar Bowl sponsras sedan 2007 av försäkringsbolaget Allstate, och den har också sponsrats av Nokia mellan åren 1995 och 2006.